# Joegoslavië op de Olympische Winterspelen 1952
Tijdens de Olympische Winterspelen van 1952, die in Oslo (Noorwegen) werden gehouden, nam Joegoslavië voor de vijfde keer deel.

## Deelnemers en resultaten

### Alpineskiën
| Olympiër    | Discipline       | Resultaat | Prestatie                              |
| ----------- | ---------------- | --------- | -------------------------------------- |
| Tine Mulej  | reuzenslalom (m) | 27e       | 2.41,3 (+16,3)                         |
| Tine Mulej  | slalom (m)       | r1: 36e   | 2e run niet startgerechtigd 1.07,5+dns |
| Janko Štefe | afdaling (m)     | 13e       | 2.40,6 (+9,8)                          |
| Janko Štefe | reuzenslalom (m) | 33e       | 2.47,5 (+22,5)                         |
| Janko Štefe | slalom (m)       | dq        | diskwalificatie 1.03,7+dq              |

### Langlaufen
| Olympiër      | Discipline | Resultaat | Prestatie      |
| ------------- | ---------- | --------- | -------------- |
| Nada Birko    | 10 km (v)  | 14e       | 50.44 (+9.04)  |
| Angela Kordež | 10 km (v)  | 16e       | 52.33 (+10.53) |

### Schansspringen
| Olympiër       | Discipline | Resultaat | Prestatie                  |
| -------------- | ---------- | --------- | -------------------------- |
| Janez Polda    | mannen     | 16e       | 200,5 punten (62,5+62,0 m) |
| Karel Klančnik | mannen     | 29e       | 188,5 punten (60,0+56,5 m) |

Argentinië · Australië · België · Bulgarije · Canada · Chili · Denemarken · Duitsland · Finland · Frankrijk · Griekenland · Groot-Brittannië · Hongarije · IJsland · Italië · Japan · Joegoslavië · Libanon · Nederland · Nieuw-Zeeland · Noorwegen · Oostenrijk · Polen · Portugal · Roemenië · Spanje · Tsjecho-Slowakije · Verenigde Staten · Zweden · Zwitserland